# Alexis von Bartholomäi

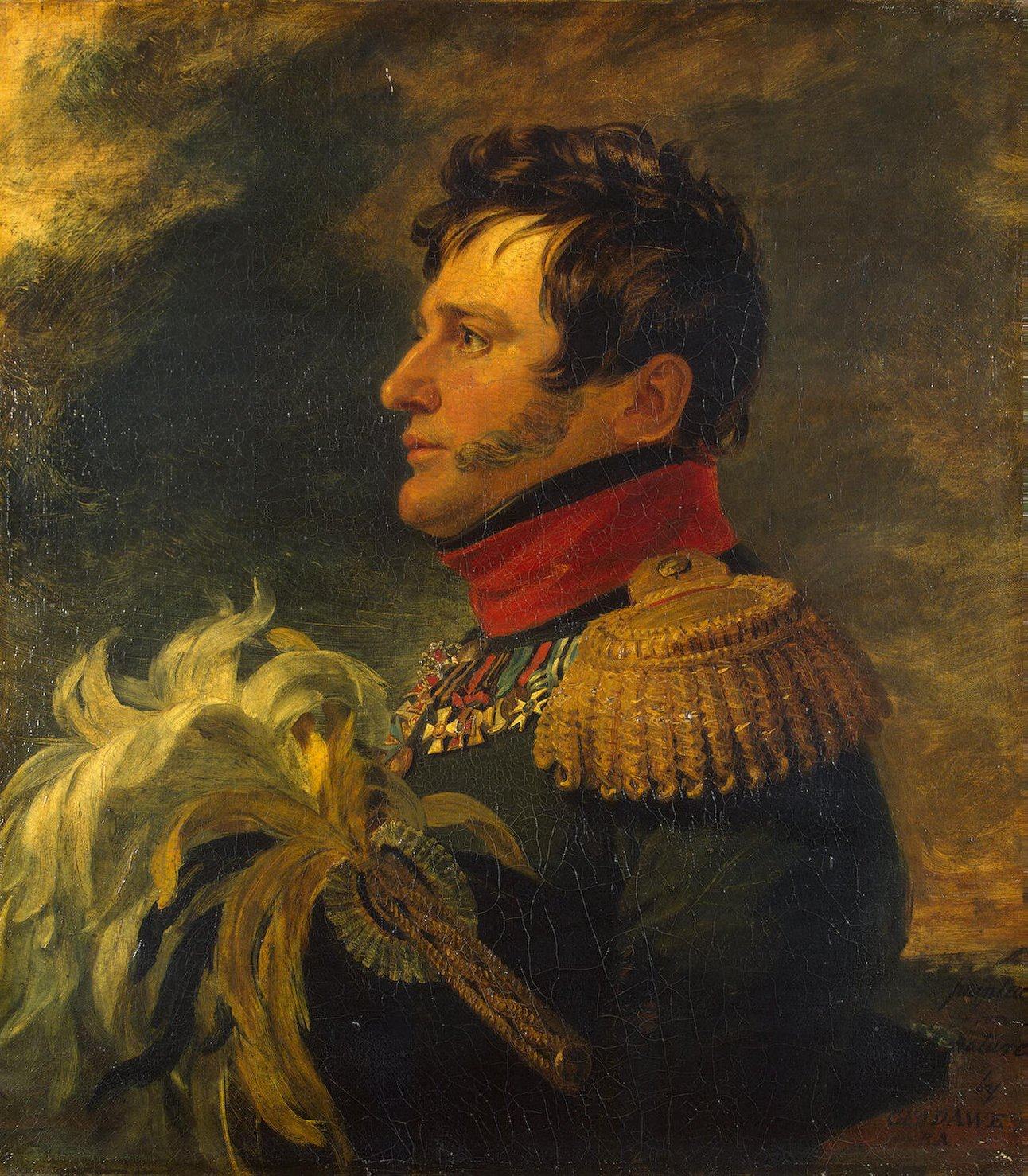
Alexis Iwanowitsch von Bartholomäi, Porträt von George Dawe

Balthasar Ludwig Alexis von Bartholomäi (russisch Алексей Иванович Бартоломей; * 16. Junijul. / 27. Juni 1784greg. im Winterpalast, Arensburg; † 13. Dezemberjul. / 25. Dezember 1839greg. in St. Petersburg) war ein russischer Generalleutnant.

## Leben

### Herkunft und Familie
Alexis war ein Sohn des russischen Kollegienrates und Erbherrn auf Metzküll in Livland Johann Heinrich Bartholomäi (1749–1831) der 1789 eine Nobilitierung in den Reichsadel erfuhr, was seine bis dahingeborenen Kinder einschloss, und der Dorothea, geborene Harmens (1750–1840).
Er vermählte sich mit Alexandra Gräfin Devière, mit der er zwei Kinder hatte:
- Johann (Iwan) von Bartholomäi (1813–1870), russischer Generalleutnant
- Dorothea (1816–1911),

⚭I Alexander Baron Frederiks (1798–1849), russischer Generalleutnant
⚭II NN Lwow

### Werdegang
Bartholomäi bestritt eine Offizierslaufbahn im russischen Heer. Er war Leutnant im 3. Jäger-Regiment, bevor er 1807 mit dem Leibregiment und als Brigadeadjutant von Barclay de Tolly den Feldzug in Preußen mitmachte, wo er am 22. August den Orden Pour le Mérite erhielt. In den Jahren 1808 und 1809 nahm er am Krieg in Finnland teil und avancierte zum Stabskapitän der Gardejäger. Im Jahre 1812 stieg er zum Oberst auf und wurde im Herbst 1813 Flügeladjutant des Kaisers bei gleichzeitiger Beförderung zum Generalmajor. Im Zuge der Befreiungskriege war er auch kurzzeitig Stadtkommandant von Frankfurt am Main. Nach 1814 wurde er Brigadekommandeur und 1826 schließlich Generalleutnant und Kommandeur der 9. Infanterie-Division in Polen.
Bartholomäi war Ritter des St.-Georg-Ordens III. Klasse, des Orden vom Weißen Adler, des St.-Wladimirs-Ordens II. Klasse, des St.-Anna-Ordens I. Klasse sowie Träger des Goldenen Schwertes für Tapferkeit. Weiterhin war er auch Ritter des Leopold-Ordens II. Klasse sowie des Militär-Max-Joseph-Ordens III. Klasse.